# Rolls-Royce Condor
Роллс-Ройс Кондор (англ. Rolls-Royce Condor) — британский поршневой авиационный двигатель, представлявший собой увеличенную версию Eagle объёмом 35,03 л. (2137,5 кубич. дюйма) и мощностью 750 л.с. (559 кВт). Первый запуск двигателя состоялся в 1918 г., всего было построено 327 шт.

## Варианты
Condor I
(1920-21 гг.) 600 л.с. (447 кВт), построено 72 шт.
Condor II (также обозначался Condor IA)
(1921 г.) 650 л.с. (485 кВт); изменено передаточное отношение редуктора, увеличена степень сжатия (до 5,17:1); построено 34 шт.
Condor III
(1923-1927 г.) 650/675 л.с. (485/503 кВт); степень сжатия увеличена до 6,5:1; переделаны шатуны; построено 196 шт.
Condor IIIA
(1925 г.) 650/665 л.с. (485/496 кВт); улучшена конструкция и материал коренного подшипника.
Condor IIIB
(1930 г.) 650 л.с., передаточное отношение 0,477:1; изменена конструкция картера и коленчатого вала.
Condor IV
(1925 г.) 750 л.с., безредукторный, изменена компоновка двигателя; построено 13 шт.
Condor IVA
(1927 г.) 750 л.с., построено 9 шт.
Condor V
(1925 г.), вариант Condor IIIA с двухступенчатым турбонагнетателем; построен один экземпляр, проходивший наземные испытания.
Condor VII
безредукторный вариант Condor IIIA, построено 2 шт.
Condor C.I.
(1932 г.) 480 л.с.; вариант с воспламенением от сжатия (дизельный), построено два экземпляра, проходивших наземные и лётные испытания.

### Дизельныйвариант
В 1932 г. по инициативе Министерства авиации была предпринята переделка бензинового Condor в дизельный. Работа велась Королевским авиационным институтом в Фарнборо в сотрудничестве с компанией Rolls-Royce Limited. Компоновка, размер цилиндров и ход поршней остались без изменений, но степень сжатия увеличили до 12,5:1. Поскольку возросшие нагрузки потребовали усиления конструкции, масса двигателя возросла до 682 кг. На максимальном режиме (2000 об/мин.) двигатель развивал 500 л.с. (373 кВт), при этом удельная мощность составляла 0,73 л.с/кг.
Condor C.I. стал вторым в Британии двигателем, который выдержал 50-часовое испытание для гражданских дизелей. До него это смог сделать лишь намного больший по габаритам Beardmore Tornado, предназначенный для дирижабля R-101. Дизельный Condor проходил испытания на самолёте Hawker Horsley с целью практического изучения работы дизеля в полёте.

## Применение

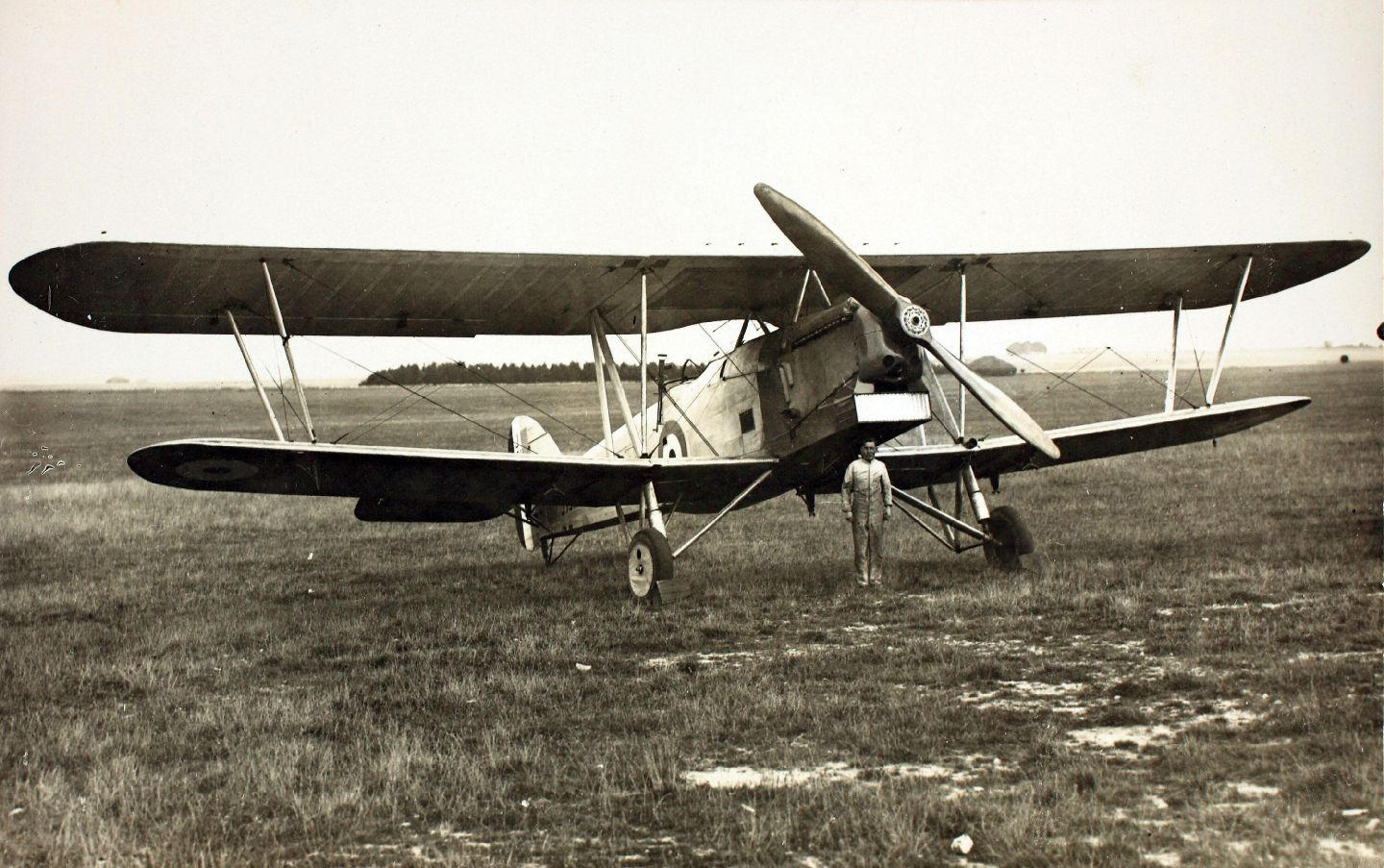
Бомбардировщик Hawker Horsley — наиболее массовый самолёт с двигателями Condor

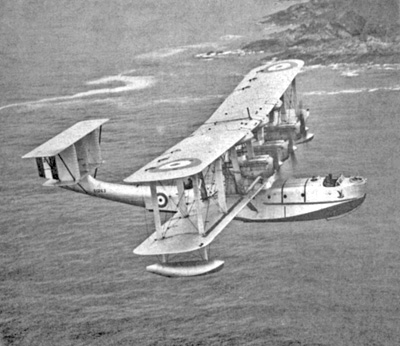
Летающая лодка Blackburn Iris Mk.III

| - Avro Aldershot - Avro Andover - Avro Ava - Beardmore Inflexible - Blackburn Iris - Bristol Berkeley - de Havilland DH.27 Derby - de Havilland DH.54 Highclere - de Havilland DH.14 Okapi - Fairey Fremantle - Fairey N.4 - Handley Page Handcross | - Hawker Hornbill - Hawker Horsley - Rohrbach Ro V Rocco - Saunders Valkyrie - Short Singapore - Vickers Valentia - Vickers Vanguard - Vickers Vixen - Vickers Virginia - Westland Yeovil - Дирижабль R100 |

## Спецификация (Condor III)
Согласно Lumsden

### Основные характеристики
- Тип: 12-цилиндровый V-образный жидкостного охлаждения
- Диаметр цилиндра: 139,7 мм
- Ход поршня: 190,5 мм
- Объём двигателя: 35,03 л (2137,5 кубич. дюйма)
- Длина: 1760 мм
- Ширина: 1044 мм
- Высота: 1097 мм
- Сухой вес: 626 кг

### Особенности функционирования
- Клапаны: верхнеклапанный с одним распределительным валом
- Топливная система: два карбюратора типа Claudel-Hobson
- Тип топлива: бензин
- Система охлаждения: жидкостная

### Производительность
- Выходная мощность: 679 л.с. (500 кВт) при 1900 об/мин
- Удельная мощность: 19,13 л.с./л (14,26 кВт/л)
- Степень сжатия: 5,1:1
- Удельная мощность по весу: 1,07 л.с./кг (0,80 кВт/кг)

## Внешние ссылки
- Фотография дизельного варианта Condor на сайте oldengine.org